# Gilbert de Clare († 1117)
Gilbert de Clare (auch Gilbert FitzRichard oder Gilbert de Tonbridge; † 1117) war ein anglonormannischer Adliger und Lord von Tonbridge und Clare.
Er war der zweitälteste Sohn des normannischen Adligen Richard de Bienfaite, der nach der normannischen Eroberung Englands zu einem der mächtigsten Grundbesitzer Englands geworden war. Während sein älterer Bruder Roger die Besitzungen seines Vaters in der Normandie erbte, trat Gilbert um 1088 das Erbe seines Vaters in England an und wurde Lord of Tonbridge und Clare. 1088 nahm er zusammen mit seinem Bruder Roger an der Revolte von Wilhelm von Eu und Odo von Aumale gegen die Thronfolge von Wilhelm Rufus teil. Seine Burg Tonbridge Castle wurde jedoch erobert und Gilbert geriet verwundet in Gefangenschaft. Danach wird er erst 1095 erwähnt, als er den König auf einer Reise nach Nordengland begleitet.
Nach dem Tod Wilhelms wird er oft im Gefolge von dessen Bruder und Nachfolger Heinrich I. genannt. Ab 1107 war er an der Eroberung von Südwestwales beteiligt. Er eroberte Ceredigion von dem walisischen Fürsten Cadwgan ap Bleddyn und errichtete die Burgen Cardigan und Llanbadarn.
Am 29. August 1096 legte er zusammen mit seiner Schwester Rohaise und seinem Schwager Eudo Dapifer den Grundstein für die Abtei St. John in Colchester. Die Kirche von Clare vermachte er der Abtei Le Bec in der Normandie.
Aus seiner Ehe mit Adelize, einer Tochter von Hugues de Clermont, hatte er mehrere Kinder, darunter
- Richard FitzGilbert de Clare, Lord von Ceredigion
- Gilbert de Clare, 1. Earl of Pembroke
- Adeliza ⚭ Aubrey II. de Vere